# Walaho IV.
Walaho IV., auch als Werner IV. bekannt († wohl vor 891), aus dem Geschlecht der Walahonen, war nach 840 Graf im Wormsgau. Er war wahrscheinlich der Stammvater der Salier.
Walaho heiratete Oda, eine Tochter des Rupertiners Rutpert III. (Robert III.) († vor 834), Graf im Wormsgau und im Oberrheingau, und der Wiltrud (Waldrada) von Orleans. Oda war eine Schwester von Guntram und Robert dem Tapferen. Auf Robert III. folgten zunächst seine Söhne Guntram (bis 837) und Robert der Tapfere (bis nach 840) als Grafen im Wormsgau, ehe dann ihr Schwager Walaho nach dem Weggang Roberts des Tapferen ins Westfränkische Reich die Grafschaft übernahm.
Eine wahrscheinliche Tochter Walahos war Wiltrud (903–933 bezeugt), die den Konradiner-Grafen Eberhard († 902/903) vom Niederlahngau und in der Ortenau heiratete und also wohl die Mutter von Konrad Kurzbold war.